# Kopárhegy
Kopárhegy (1899-ig Krokkava szlovákul Krokava) község Szlovákiában, a Besztercebányai kerület Rimaszombati járásában.

## Fekvése
Rimaszombattól 38 km-re északkeletre fekszik, 800 méteres tengerszint feletti magasságban, ezzel a Rimaszombati járás legmagasabban fekvő községe. Kopárhegy zsákfalu, egyetlen 7,5 km hosszú burkolt bekötőút köti össze az 526-os (Jolsva-Nyustya közötti) országúttal, mely Rónapataknál ágazik el.
Északnyugatról Tiszolc, nyugatról Nyustya, délnyugatról Rónapatak, délkeletről Poloszkó, keletről Gerlice, északkeletről Ratkósebes községek határolják.
Területe nem változott számottevően a 20. század folyamán, 1921-ben 10,28 km², 2001-ben 10,40 km² volt.

## Története
1427-ben „Crokwa” alakban említik először. 1450-ben „Krokowa” néven tűnik fel. A Derencsényi család birtoka volt, akiknek 6 porta adózott a faluban. Lakói főként pásztorkodással foglalkoztak. 1550 körül elpusztította a török és a 17. század második feléig lakatlan volt. A 18. században a Koháry és más családoké.
A 18. század végén Vályi András így ír róla: „KROKOVA. Tót falu Gömör Várm. földes Ura G. Koháry, és több Uraságok, lakosai katolikusok, fekszik Ratkóhoz fél mértföldnyire, határja sovány.”
1828-ban 47 házában 402 lakos élt. Később lakói az állattartás mellett szövéssel, fafaragással, idénymunkákkal is foglalkoztak.
A 19. század közepén Fényes Elek eképpen írja le: „Krokava, Gömör vm. tót falu, Ratkóhoz éjszakra 1 mfldnyire: 18 kath., 384 evang. lak. Hegyes, sovány határ. F. u. hg. Koburg. Ut. p. Rimaszombat.” Archiválva 2007. szeptember 27-i dátummal a Wayback Machine-ben
Borovszky Samu monográfiasorozatának Gömör-Kishont vármegyét tárgyaló része szerint: „Krokava, tót kisközség, 63 házzal és 304 ág. ev. h. vallású lakossal. 1427-ben Crokwa néven a Derencsényiek birtoka volt és róluk a Koháryakra, majd ezekről a Coburg herczegi családra szállott. Azonban volt itt birtokuk az osgyáni uraknak is, nevezetesen a Korponayaknak és a báró Luzsénszky családnak. Most a Latinák testvéreknek van itt nagyobb birtokuk. A községben csak ág. h. ev. imaház van. Postája Ratkó, távírója és vasúti állomása Nyustya.”
A trianoni diktátumig Gömör-Kishont vármegye Ratkói járásához tartozott.

## Népessége
| Év:            | 1994. | 2004.   | 2014.    | 2024.    |
| -------------- | ----- | ------- | -------- | -------- |
| Emberek száma: | 35    | 34      | 29       | 18       |
| Eltérés:       |       | -2,85 % | -14,70 % | -37,93 % |

| Év:            | 2023. | 2024. |
| -------------- | ----- | ----- |
| Emberek száma: | 18    | 18    |
| Eltérés:       |       | +0 %  |

1910-ben 293-en, túlnyomórészt szlovákok lakták.
A falu lakossága az elvándorlás következtében a 20. század folyamán egytizedére csökkent (1921-ben még 323 lakosa volt).
2001-ben mindössze 33 szlovák lakosa volt.
2011-ben a falu 31 lakosából 30 szlovák és 1 magyar volt.

## Nevezetességei
A falu haranglába 18. századi.

## Külső hivatkozások
- Községinfó
- Kopárhegy Szlovákia térképén
- A község a Gömör-Kishonti régió honlapján
- E-obce.sk Archiválva 2007. december 8-i dátummal a Wayback Machine-ben